# Zambrów
Zambrów est une ville de Pologne, située dans la voïvodie de Podlachie. Elle est le chef-lieu du powiat de Zambrów.